# Il terzo miracolo
Il terzo miracolo (The Third Miracle) è un film del 1999 diretto da Agnieszka Holland.

## Trama
Bystrica, Slovacchia, 1944. Durante i bombardamenti degli Alleati, una bambina prega per la liberazione.
Chicago, 1979. Padre Frank Shore, un sacerdote e postulatore, indaga su una statua della Vergine Maria che versa lacrime di sangue e sulla misteriosa guarigione di una ragazza affetta da una malattia terminale. Si ritiene che tali miracoli siano opera di Helen O' Reagan, una donna morta l'anno prima e che, a seguito di tali fatti, potrebbe essere beatificata. Padre Frank, noto per aver smascherato innumerevoli falsi miracoli, non si è mai imbattuto in un vero evento divino, e da qualche tempo sta attraversando una forte crisi spirituale. Nel corso delle sue indagini, scopre degli accadimenti straordinari, uno dei quali legato a Roxane, la figlia di Helen, che è atea e non riesce a perdonare la madre, colpevole di averla abbandonata all'età di 15 anni.